# North American XF-108 Rapier
North American XF-108 Rapier byl projekt vysokorychlostního záchytného stíhacího letounu s dlouhým doletem navržený společností North American Aviation, jehož úkolem měla být obrana Spojených států před nadzvukovými sovětskými strategickými bombardéry. Měl dosahovat rychlosti kolem 3 Machů (3 200 km/h; 2 000 mi) s bojovým rádiusem nad 1 000 námořních mil (1 900 km; 1 200 mil) bez tankování paliva za letu a měl být vybaven radarem a raketami s dosahem až 100 mil (160 km).
Aby se omezily náklady na vývoj, sdílel program vývoj motorů s programem strategického bombardéru North American XB-70 Valkyrie a využil řadu prvků dřívějších projektů záchytných letounů. Program se nedostal dál než ke stavbě dřevěné makety a v roce 1959 byl zrušen kvůli nedostatku finančních prostředků a také proto, že Sovětský svaz dal přednost balistickým střelám před bombardéry jako primárním prostředkem jaderného útoku. Pokud by byl letoun dokončen a dostal se do vzduchu, stal by se nejtěžším stíhacím letounem své doby.
Před zrušením projektu americký prezident Dwight D. Eisenhower poznamenal, že vznikající záchytný letoun F-108 by stál americké daňové poplatníky 4 miliardy dolarů (což odpovídá 35 miliardám dolarů v roce 2020).

## Specifikace (XF-108)
Zdroj: National Museum of the United States Air Force and U.S. Standard Aircraft Characteristics

### Technické údaje
- Osádka: 2 (pilot)
- Rozpětí: 17,5 m
- Délka: 27,2 m
- Výška: 6,7 m
- Nosná plocha: 173,4 m²
- Štíhlost křídla: 1,68
- Hmotnost prázdného stroje: 23 098 kg
- Vzletová hmotnost: 34 528 kg
- Maximální vzletová hmotnost: 46 508 kg
- Pohonná jednotka: 2× proudový motor General Electric J93-GE-3AR o tahu 20 900 lbf (93 kN), 29 300 lbf (130 kN) ws přídavným spalováním

### Výkony
- Maximální rychlost: 1 980 mph (3 190 km/h, 1 721 kn)
- Pádová rychlost: 105 mph (169 km/h, 91 kn)
- Bojový dolet: 1 162 mi (1 870 km, 1 010 nmi)
- Přeletový dolet: 2 487 mi (4 002 km, 2 161 nmi)
- Dostup: 80 100 ft (24 400 m)
- Počáteční stoupavost: 45 000 ft/min (230 m/s)
- Plošné zatížení: 40,8 lb/sq ft (199,2 kg/m2)
- Poměr tah/hmotnost: 0,77

### Výzbroj
- 3 × střely vzduch-vzduch Hughes GAR-9A v pumovnici